# Astroblepus whymperi
Astroblepus whymperi is een straalvinnige vissensoort uit de familie van de klimmeervallen (Astroblepidae). De wetenschappelijke naam van de soort is voor het eerst geldig gepubliceerd in 1890 door Boulenger.